# Luus (Dundgovi)
Le sum de Luus (mongol : ᠯᠤᠤᠰ
ᠰᠤᠮᠤ, cyrillique : Луус сум, MNS : Luus sum) est situé dans l'aïmag (ligue) de Dundgovi, en Mongolie. Sa population était de 2 106 habitants en 2007.